# Skill FC de Bruxelles
El Skill FC de Bruxelles fue un equipo de fútbol de Bélgica que alguna vez jugó en la Primera División de Bélgica, la máxima categoría de fútbol en el país.

## Historia
Fue fundado en el año 1896 en la comuna de Schaerbeek en la capital Bruselas y fue uno de los equipos incluidos en la Primera División de Bélgica para la temporada de 1899/00, en la cual perdieron sus 10 partidos y son el único equipo de Bélgica que terminó con 0 puntos en una temporada de la Primera División de Bélgica, pero al no existir una segunda categoría, continuó en la liga.
El club permaneció por dos temporadas más en la máxima categoría hasta que se fusionaron con el Daring Club de Bruxelles en el año 1902.
El club militó por tres temporadas en la Primera División de Bélgica y disputó más de 30 partidos en la liga, aunque perdió más de las mitad de ellos, nunca descendió de categoría.

## Temporadas
| 3 | 1899-00 | Division 1 série A                                           | 6º/6                                                         |                                                              |                                                              |
| 4 | 1900-01 | Division d'Honneur                                           | 5º/9                                                         |                                                              |                                                              |
| 5 | 1901-02 | Division d'Honneur série A                                   | 5º/6                                                         |                                                              |                                                              |
| X | 1902    | Se fusionó con el Daring Club de Bruxelles y dejó de existir | Se fusionó con el Daring Club de Bruxelles y dejó de existir | Se fusionó con el Daring Club de Bruxelles y dejó de existir | Se fusionó con el Daring Club de Bruxelles y dejó de existir |